# Five Star Day
Five Star Day es una película de 2010 dirigida por Danny Buday y protagonizada por Cam Gigandet, Jena Malone y Julianna Guill.

## Trama
El viaje de un hombre de refutar la teoría de la astrología lo lleva a responder algunas grandes preguntas sobre la vida, el amor, y el destino.

## Elenco
- Cam Gigandet - Jake Gibson
- Jena Malone - Sarah Reynolds
- Julianna Guill - Vanessa
- Mark Boone Jr. - Profeta sin Hogar
- Tad Hilgenbrink - Darren
- Will Yun Lee - Samuel Kim
- Richard Riehle - Jim el Plomero
- Nick Chinlund - Profesor Birchbaum
- Patricia Belcher - Patty la Mesera
- Maura Murphy - Bailadora Privada de Wesley
- Brooklyn Sudano - Yvette Montgomery